# Arengupartei

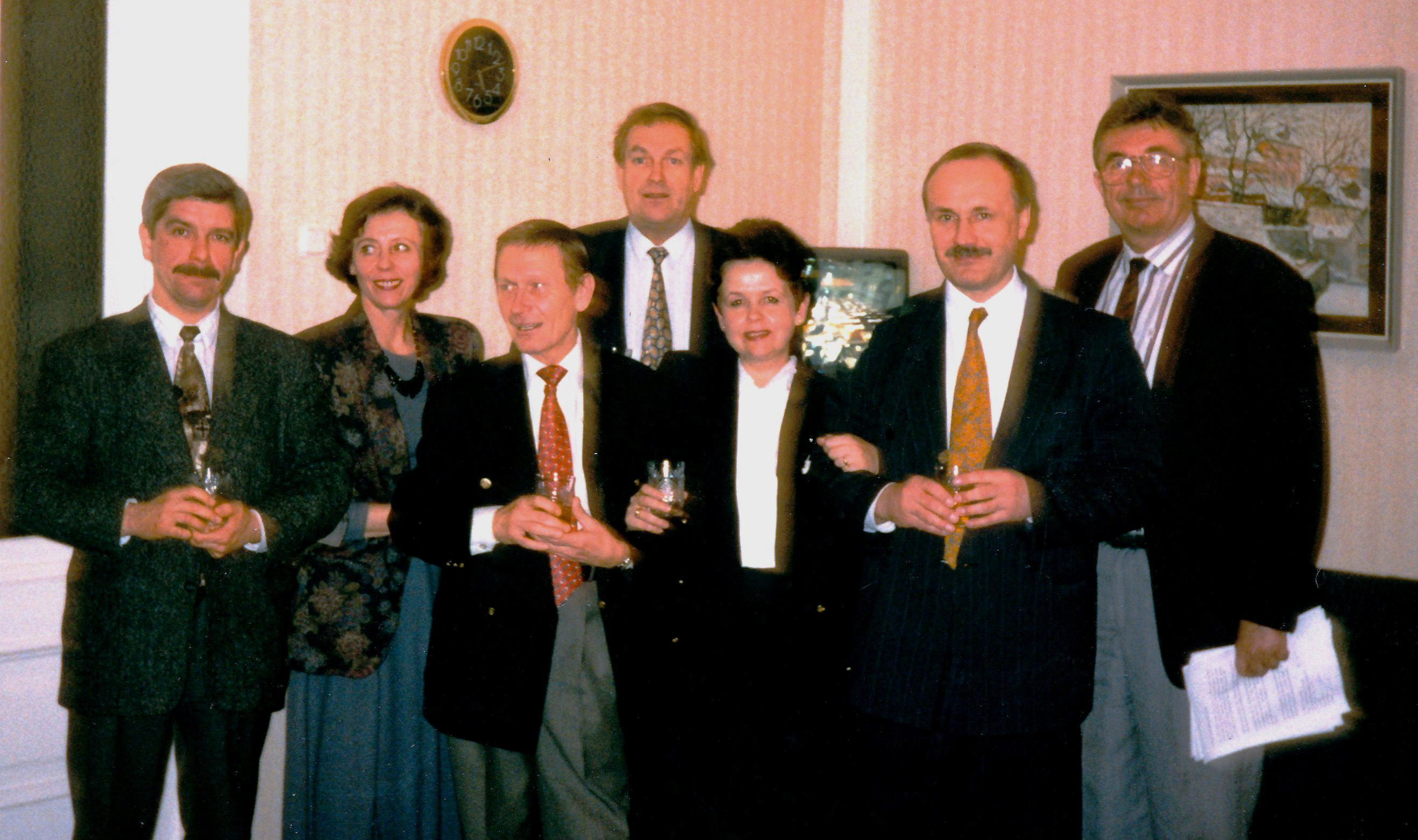
Liberal-zentristische Fraktion in der Riigikogu. Von links Tõnu Kõrda, Krista Kilvet, Priit Aimla, Tiit Made, Andra Veidemann, Arvo Junti, Rein Karemäe.

Die Arengupartei (wörtlich „Entwicklungspartei“ bzw. „Fortschrittspartei“) war von 1996 bis 2001 eine Partei in Estland.

## Geschichte und Programm
Die Arengupartei (AP) wurde am 25. Mai 1996 gegründet. Ideologisch war die Partei an der liberalen Mitte orientiert.
Die Arengupartei war eine Abspaltung mitte-links orientierten Keskerakond („Zentrumspartei“). Vorangetrieben wurde die Abspaltung von der Führungsfigur der Partei, der estnischen Ethnologin und Politikerin Andra Veidemann (* 1955). Veidemann war 1991 Mitbegründerin der Zentrumspartei gewesen und seit 1992 Abgeordnete im estnischen Parlament (Riigikogu). Nachdem der Parteivorsitzende und Innenminister Edgar Savisaar im Oktober 1995 wegen eines Abhörskandals zurücktreten musste, übernahm Veidemann von November 1995 bis März 1996 den Parteivorsitz. Sie zerstritt sich dann aber mit Savisaar, der der starke Mann der Zentrumspartei blieb. 1996 verließ Veidemann die Zentrumspartei und gründete mit Gleichgesinnten die Arengupartei.
Von Mai 1996 bis Februar 1999 war Veidemann Vorsitzende der Arengupartei. Von Dezember 1996 bis März 1999 war sie gleichzeitig Ministerin ohne Geschäftsbereich in den Kabinetten der Ministerpräsidenten Tiit Vähi (Kabinett Vähi III) und Mart Siimann (Kabinett Siimann I). 1995/95 war sie zunächst für europäische Angelegenheiten zuständig. Von 1997 bis 1999 war sie Bevölkerungsministerin. In ihre Zuständigkeit fielen alle Bevölkerungsfragen, insbesondere die staatliche Politik gegenüber der russischsprachigen Minderheit.
Anfang 1999 wechselte Veidemann unmittelbar vor den anstehenden Parlamentswahlen überraschend zur Eesti Maarahva Erakond („Partei des estnischen Landvolks“), weil sie sich mit ihrer Partei kaum Chancen auf ein neues Abgeordnetenmandat machte.
Am 7. März 1999 nahm die Arengupartei das einzige Mal an einer Parlamentswahl teil. Sie erreichte mit 0,38 Prozent der Stimmen ein desaströses Ergebnis.
Im April 2001 gab sich die Partei den Namen Erakond Uus Eesti („Partei Neues Estland“). Im Januar 2003 vereinigte sie sich mit der agrarischen Eestimaa Rahvaliit („Estnische Volksunion“).

## Parteivorsitzende
- 25. Mai 1996 – 9. Februar 1999: Andra Veidemann
- 9. Februar 1999 – 3. Januar 2001: Hardo Aasmäe
- 3. Januar 2001 – 28. April 2011: Tiina Mitt
- 28. April 2001 – 29. Januar 2003: Ülo Nugis